# Carlos Gutierrez
Carlos Teobaldo Gutiérrez Vidalón (Ayacucho, 24 de setembro de 1944 - São Carlos, 3 de dezembro de 2008) foi um matemático com várias contribuições na área de sistemas dinâmicos que trabalhou no IMPA até 1999 e então mudou-se para o ICMC-USP em São Carlos, onde se tornou professor titular e fundou um grupo de pesquisa em Sistemas Dinâmicos. 
Com sua morte o ICMC-USP sugeriu a criação do Prêmio Gutierrez para homenageá-lo. O ICMC-USP, em parceria com a  Sociedade Brasileira de Matemática, criou o prêmio em 2009.

## Biografia e carreira
Carlos Teobaldo Gutierrez Vidalon nasceu em Ayacucho, Peru. Ao terminar o segundo grau, ele decidiu tornar-se um professor em Matemática. Para este fim ele estudou na "Universidad Nacional de Educación Enrique Guzmán y Valle", localizada próxima a Lima, capital do Peru, de março de 1961 a dezembro de 1964. Foi então oferecido a ele pela "Escuela Regional de Matemáticas" de Lima uma bolsa de estudos para uma programa de verão (1965) especialmente direcionado a professores do segundo grau. Ali, orientado por Roberto Velásquez, ele descobriu sua verdade vocação: ser um matemático profissional dedicado a pesquisa em Matemática. 
Devido às circunstâncias, ele voltou a Ayacucho para trabalhar como professor. No entanto, em 1969, ele obteve uma bolsa de estudos OAS que permitiu a ele vir ao Brasil para estudar no Instituto de Matemática Pura e Aplicada (IMPA). Foi lá que ele adquiriu sua formação como um matemático, obtendo um Mestrado e um Doutorado em Matemática. Este último foi obtido em 1974 sob a orientação de Jorge Sotomayor.
Ele então obteve uma posição no IMPA, onde ficou até 1999. Ele começou como professor assistente e chegou a mais alta posição naquele instituto, professor titular. Durante este período ele visitou vários importantes centros em Matemática. Algumas das visitas mais frutíferas se deram na University of California em Berkeley e no California Institute of Technology.
A seguir, estimulado por Maria Aparecida Soares Ruas, pesquisadora do ICMC-USP, Carlos Gutierrez atuou como professor titular no Instituto de Ciências Matemáticas e da Computação (ICMC), na USP em São Carlos, onde as suas contribuições acadêmicas se adicionou a fundação e organização de um novo grupo de pesquisa nesta instituição.
Pode-se dizer que alguns de seus artigos foram estimulados pelos horizontes abertos pelos trabalhos de Mauricio Peixoto e Jorge Sotomayor. Entre os mais de setenta artigos publicados de Carlos Gutierrez citamos "A Counter-example to a C2-Closing Lemma", "A solution to the bidimensional global asymptotic stability conjecture” e “Affine interval exchange transformations with wandering intervals” (com R. Camelier).
Ele orientou sete alunos de Doutorado e vinte alunos de Mestrado.
Gutierrez era Membro da Academia Brasileira de Ciências e foi agraciado com Ordem Nacional do Mérito Científico em 2002.

## Obras selecionadas
Camelier, Ricardo; Gutierrez, Carlos (1997). «Affine interval exchange transformations with wandering intervals». Ergodic Theory and Dynamical Systems.
Gutierrez, Carlos (1995). «A solution to the bidimensional global asymptotic stability conjecture». Annales de l'Institut Henri Poincaré. Analyse Non Linéaire
Gutierrez, Carlos (1987). «A counter-example to a C^2 closing lemma». Ergodic Theory and Dynamical Systems.